# Bodemshusen
Die Wüstung Bodemshusen (auch Bodemshausen, Bollmannßhausen oder Bollmannshausen) ist eine abgegangene Siedlung auf der Gemarkung Plittersdorf der Stadt Rastatt. Sie lag nördlich der heutigen Landesstraße 78a (Plittersdorf–Steinmauern) in der Nähe eines kleinen Teiches, der heute noch örtlich als Bollmannshauser Loch bezeichnet wird.
Die Siedlung mit vier oder fünf Gehöften war 1579 bereits abgegangen. Vermutlich ging die Siedlung in der Stadt Rastatt auf. Der Name lässt auf eine vertiefte Lage schließen.

## Ältere Erwähnungen
Im Ordnungsbuch von 1560 schreibt ein Marr Geitfuß: “Bodemßhausen. Der erst stein an der Murgen bei dem herrenalbischen gut, etlich schritt von der Murgen, steht in der höhe. Der dritt stain in Bodemßhausen.” Franz Joseph Mone schreibt in seiner Schrift Badisches Archiv zur Vaterlandkunde in allseitiger Hinsicht (1826), dass Bodemshusen zwischen Rastatt und Iffezheim in der Tiefe, in der Gegend der damaligen Pferdeweide, liegen würde.